# Jessie Buckley
Jessie Buckley (Killarney, 28 de desembre de 1989) és una actriu irlandesa. La seva carrera va començar en 2008 com a concursant en el programa de talents de la BBC "I'd Do Anything" en el qual va ocupar el segon lloc. Després de participar en papers teatrals, va suspendre la seva carrera professional per a estudiar en la Reial Acadèmia d'Art Dramàtic, d'on es va graduar en 2013.
En 2016, Buckley va aparèixer en quatre sèries de televisió de la BBC. Des de llavors, Buckley ha protagonitzat les pel·lícules Beast (2017) i Wild Rose (2018), per les quals va rebre elogis de la crítica i una nominació al BAFTA a la millor actriu en un paper principal per aquest últim.

## Biografia
Buckley va néixer en Killarney, Comtat de Kerry, la major de cinc fills. La seva mare, Marina Cassidy, la va animar a cantar i la va entrenar. Ella té un germà i tres germanes. Buckley va anar a escola Secundària Ursuline, una escola de convent per a nenes a Thurles (comtat de Tipperary), on la seva mare treballa com a entrenadora vocal i on va actuar en produccions escolars. Va interpretar diversos papers masculins a l'escola, inclòs el paper principal masculí del fundador de la colla Jets, Tony, en el musical West Side Story i Freddie Trumper a Chess. Ha aconseguit el vuitè grau en piano, clarinet i arpa amb la Royal Irish Academy of Music.
Buckley va competir a I'll Do Anything, una cerca d'un nou protagonista desconegut per a interpretar a Nancy, un personatge fictici amb diverses adaptacions teatrals, en un renaixement en l'escenari del West End de Londres del musical britànic Oliver!.
Ella va exercir el paper principal en el drama de música country de 2019 Wild Rose, que li va donar a Buckley l'oportunitat d'interpretar música de la pel·lícula al Festival de Glastonbury. La banda sonora oficial de la pel·lícula va aconseguir el número u en la llista d'àlbums del Regne Unit.
En 2019, Buckley va aconseguir fama mundial per la seva interpretació de Lyudmilla Ignatenko < Chernobyl. La minisèrie es va convertir en el programa de televisió millor qualificat en la història segons IMDb. També va aparèixer en la pel·lícula biogràfica de Judy Garland de 2019 titulada Judy.

### Cinema
| Any  | Títol                         | Paper            | Notes        |
| ---- | ----------------------------- | ---------------- | ------------ |
| 2017 | Beast                         | Moll Huntford    |              |
| 2018 | Wild Rose                     | Rose-Lynn Harlan |              |
| 2019 | Judy                          | Rosalyn Wilder   |              |
| 2020 | Dolittle                      | Reina Victoria   |              |
| 2020 | Ironbark                      | Sheila Wynne     | Posproducció |
| 2020 | Misbehaviour                  | Jo Robinson      | Posproducció |
| 2020 | I'm Thinking of Ending Things | Young woman      |              |

### Televisió
| Any  | Títol              | Paper               | Notes                     |
| ---- | ------------------ | ------------------- | ------------------------- |
| 2014 | Endeavour          | Kitty Batten        | 1 episodi                 |
| 2016 | War & Peace        | Marya Bolkonskaya   | 6 episodis                |
| 2017 | Taboo              | Lorna Bow           | 7 episodis                |
| 2017 | The Last Post      | Honor Martin        | 6 episodis                |
| 2018 | The Woman in White | Marian Halcombe     | 5 episodis                |
| 2019 | Chernobyl          | Lyudmilla Ignatenko | 5 episodis                |
| 2020 | Fargo              | Oraetta Mayflower   | Temporada 4, Posproducció |

## Nominacions i premis
| Any  | Premi                                 | Categoria                                  | Obra nominada      | Resultat  | Ref.  |
| ---- | ------------------------------------- | ------------------------------------------ | ------------------ | --------- | ----- |
| 2018 | Irish Film & Television Awards        | Actriu secundària - Televisió              | Taboo              | Nominat   |       |
| 2018 | Irish Film & Television Awards        | Estrella emergent                          | N/D                | Nominat   |       |
| 2018 | Premis British Independent Film       | Millor actor revelació                     | Beast              | Guanyador |       |
| 2018 | Premis British Independent Film       | Millor actriu                              | Beast              | Nominat   |       |
| 2018 | Premis Evening Standard British Film  | Millor actriu                              | Beast              | Nominat   |       |
| 2019 | Premis London Critics Circle Film     | Millor actriu irlandesa/britànica de l'any | Beast              | Guanyador |       |
| 2019 | Premis BAFTA                          | Estrella emergent                          | N/D                | Nominat   |       |
| 2019 | Premis British Academy Scotland       | Millor actriu - Film                       | Wild Rose          | Guanyador |       |
| 2019 | Premis Dublin Film Critics' Circle    | Millor actriu en cinema                    | Wild Rose          | Guanyador |       |
| 2019 | Premis British Independent Film       | Millor actriu                              | Wild Rose          | Nominat   |       |
| 2019 | Hollywood Critics Association         | Actuació avançada - Actriu                 | Wild Rose & Judy   | Guanyador |       |
| 2019 | Detroit Film Critics Society          | Actuació avançada                          | Wild Rose & Judy   | Nominat   |       |
| 2019 | San Diego Film Critics Society Awards | Artista avançat                            | Wild Rose & Judy   | Nominat   |       |
| 2020 | Premis del London Critics Circle Film | Millor actriu irlandesa/anglesa de l'any   | Wild Rose & Judy   | Nominat   |       |
| 2020 | Premis BAFTA                          | Millor actriu                              | Wild Rose          | Nominat   | [ 6 ] |
| 2020 | Irish Film & Television Awards        | Actriu protagonista - Cinema               | Wild Rose          | Guanyador |       |
| 2020 | Irish Film & Television Awards        | Actriu protagonista - Televisió            | The Woman in White | Nominat   |       |
| 2020 | Irish Film & Television Awards        | Actriu secundària - Televisió              | Chernobyl          | Guanyador |       |